# 卢塞纳港
卢塞纳港是巴西南大河州的一个市镇。总面积250.078平方公里，总人口5631人，人口密度22.5人/平方公里。